# U-995
U-995 é um submarino Tipo VIIC/41 utilizado pela Alemanha Nazista durante a Segunda Guerra Mundial. Atualmente é a principal atração do acervo do Laboe Naval Memorial, museu e memorial dedicado ao marinheiros mortos em guerras, localizado na cidade de Laboe, na Alemanha.

## História
Encomendado pela Kriegsmarine ao estaleiro Blohm + Voss em novembro de 1942, entrou em serviço no dia 16 de setembro de 1943. Em maio de 1945, quando estava em reparos num estaleiro da cidade norueguesa de Trondheim, foi entregue aos Aliados pelo comandante Hans-Georg Hess. Ao final do conflito, foi incorporado a Defesa Marítima Norueguesa como espólio de guerra. Em 1948 foi rebatizado para KNM Kaura e passou as atividades militares da Defesa Marítima, que utilizou em serviços oficiais até meados de década de 1960. Em 1965, foi oferecido ao governo alemão por um preço simbólico, porém, houve a recusa por parte das autoridades militares, que indicaram a Liga da Marinha Alemã (LMA), uma entidade museológica e da preservação da história naval, para a aquisição do submarino. A LMA adquiriu o antigo U-995 e após restaurar todos os aspectos originais da embarcação, inaugurou como um navio-museu na sede da Laboe Naval Memorial, sendo aberto ao público em outubro de 1971.

## Comandantes como U-995
| Comandante            | Data                                            |
| --------------------- | ----------------------------------------------- |
| Oblt. Walter Köhntopp | 16 de setembro de 1943 até 9 de outubro de 1944 |
| Oblt. Hans-Georg Hess | 10 de outubro de 1944 até 8 de maio de 1945     |